# دیاکو فوفانا
دیاکو فوفانا (انگلیسی: Diacko Fofana؛ زادهٔ ۲۹ ژوئیهٔ ۱۹۹۴) بازیکن فوتبال اهل مالی است.
از باشگاه‌هایی که در آن بازی کرده‌است می‌توان به باشگاه فوتبال نیس اشاره کرد.
وی همچنین در تیم‌های ملی فوتبال زیر ۱۸ سال فرانسه و زیر ۱۹ سال فرانسه بازی کرده‌است.